# Veertienvleklieveheersbeestje
Het veertienvleklieveheersbeestje (Coccinula quatuordecimpustulata) is een kever uit de familie lieveheersbeestjes (Coccinellidae). De wetenschappelijke naam van de soort werd in 1758 als Coccinella quatuordecimpustulata gepubliceerd door Carl Linnaeus.
De kever is 3 tot 4 mm lang en heeft zwarte dekschilden met gele vlekken. De achterste vlek is niervormig.
De kever komt voor in Eurazië. De habitat is vooral heide, en de kever voedt zich met bladluizen.